# Drosera kaieteurensis
Drosera kaieteurensis este o specie de plante carnivore din genul Drosera, familia Droseraceae, ordinul Caryophyllales, descrisă de Brumm.-ding..
Este endemică în:
- Guyana.
- Trinidad-Tobago.
- Venezuela.

Conform Catalogue of Life specia Drosera kaieteurensis nu are subspecii cunoscute.

## Galerie

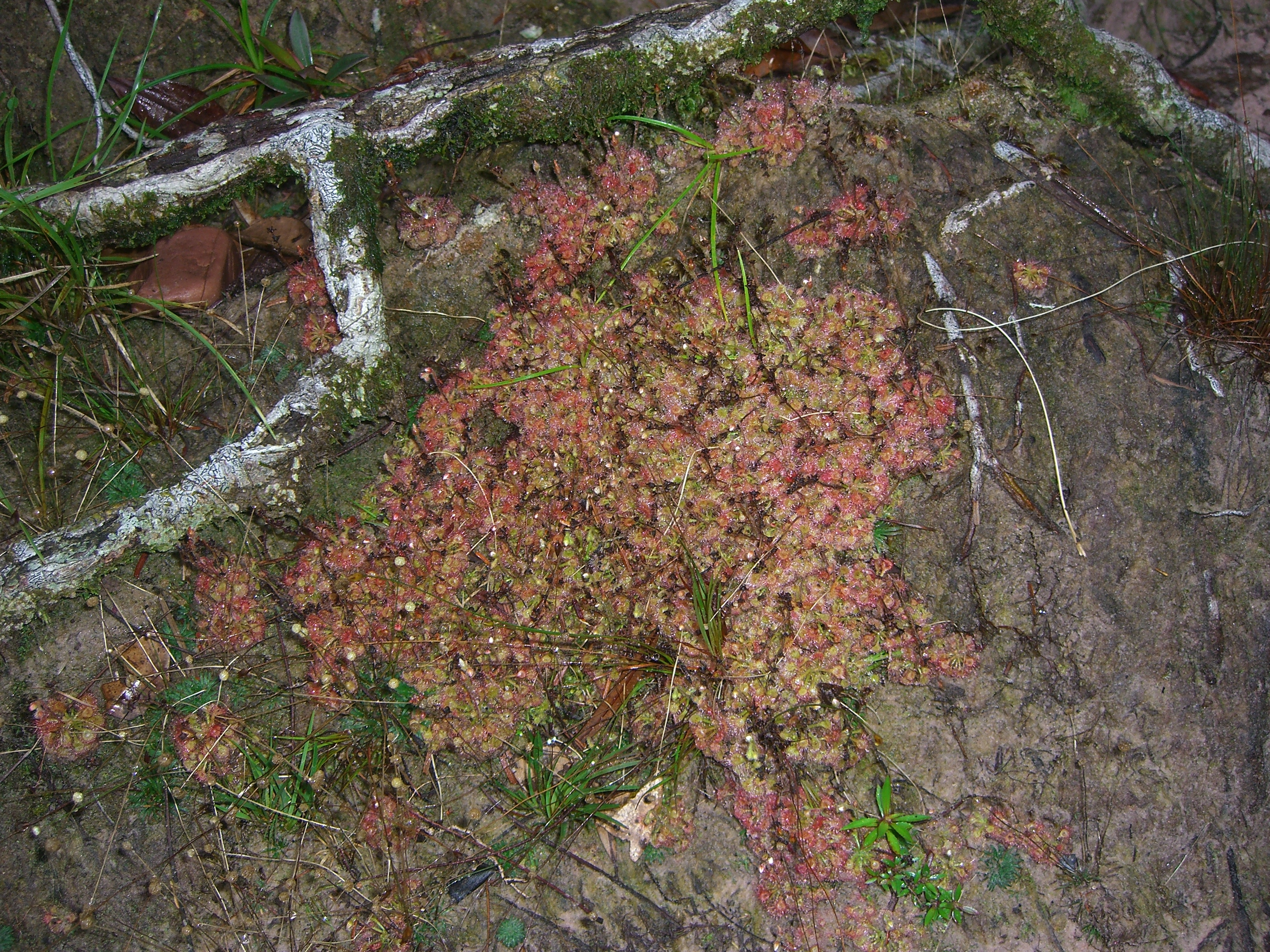
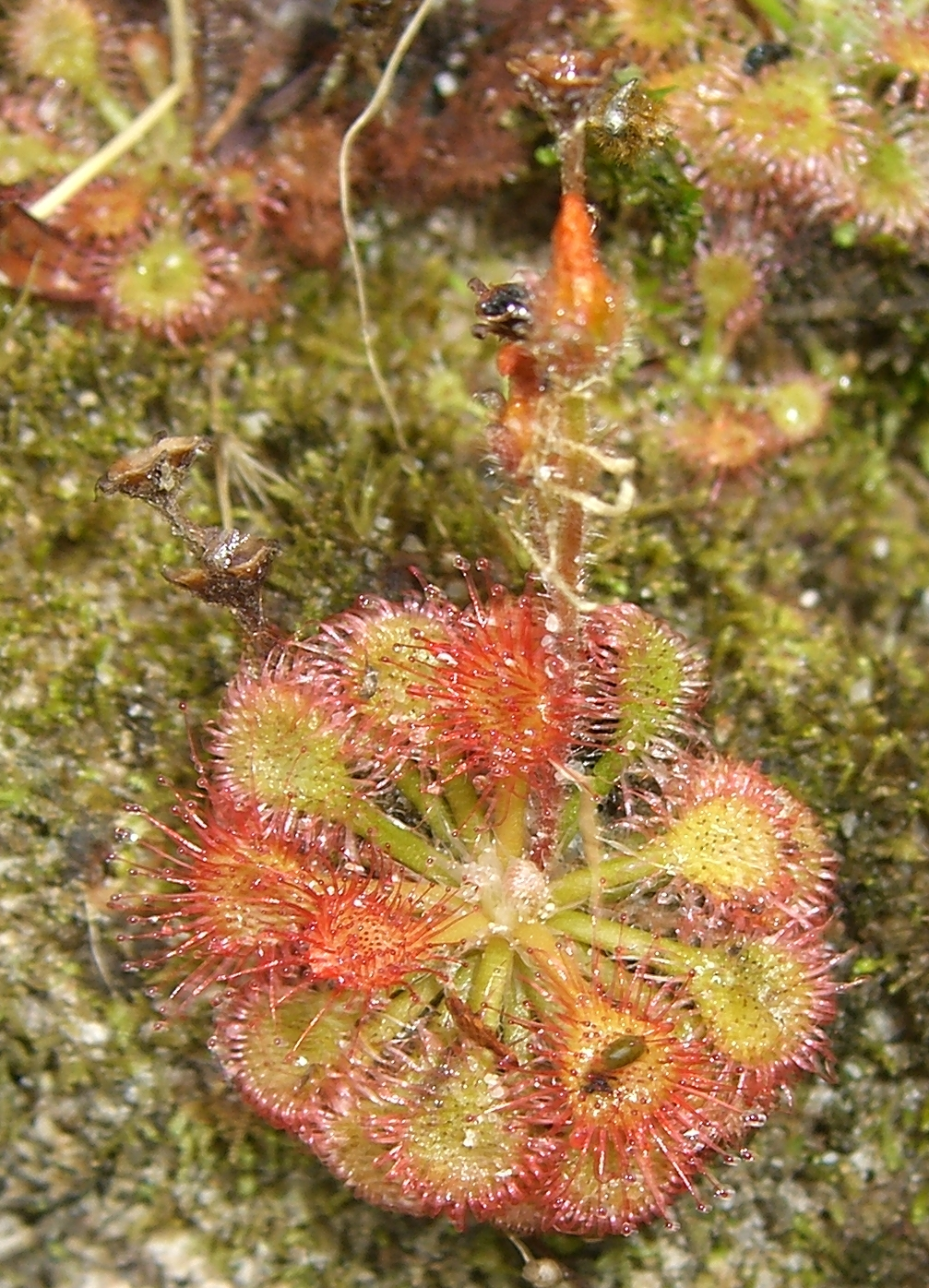
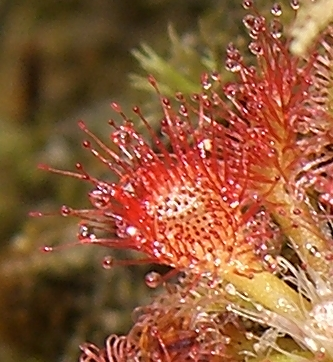
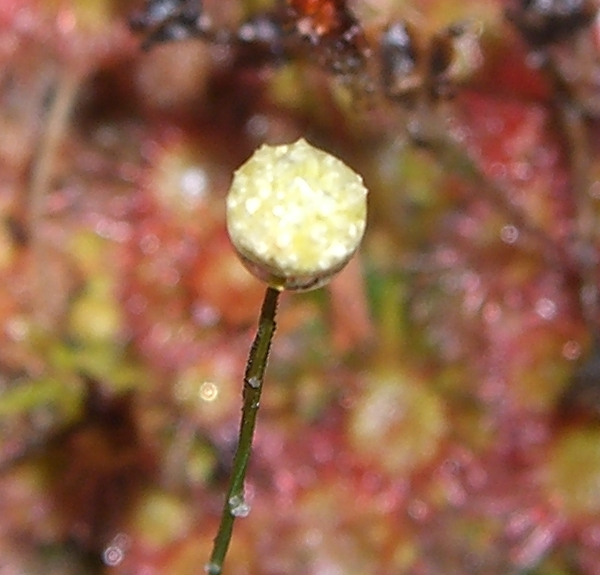
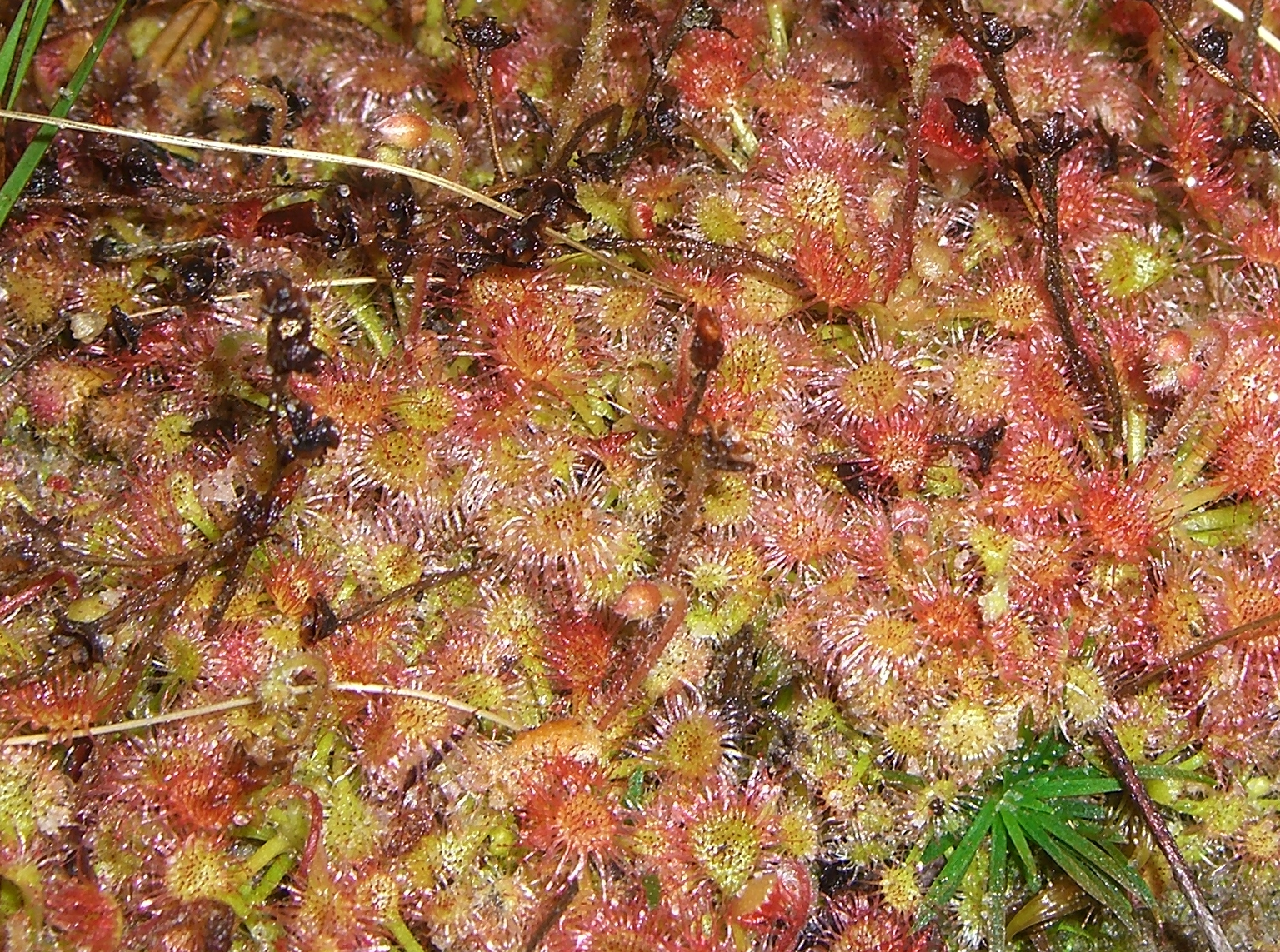
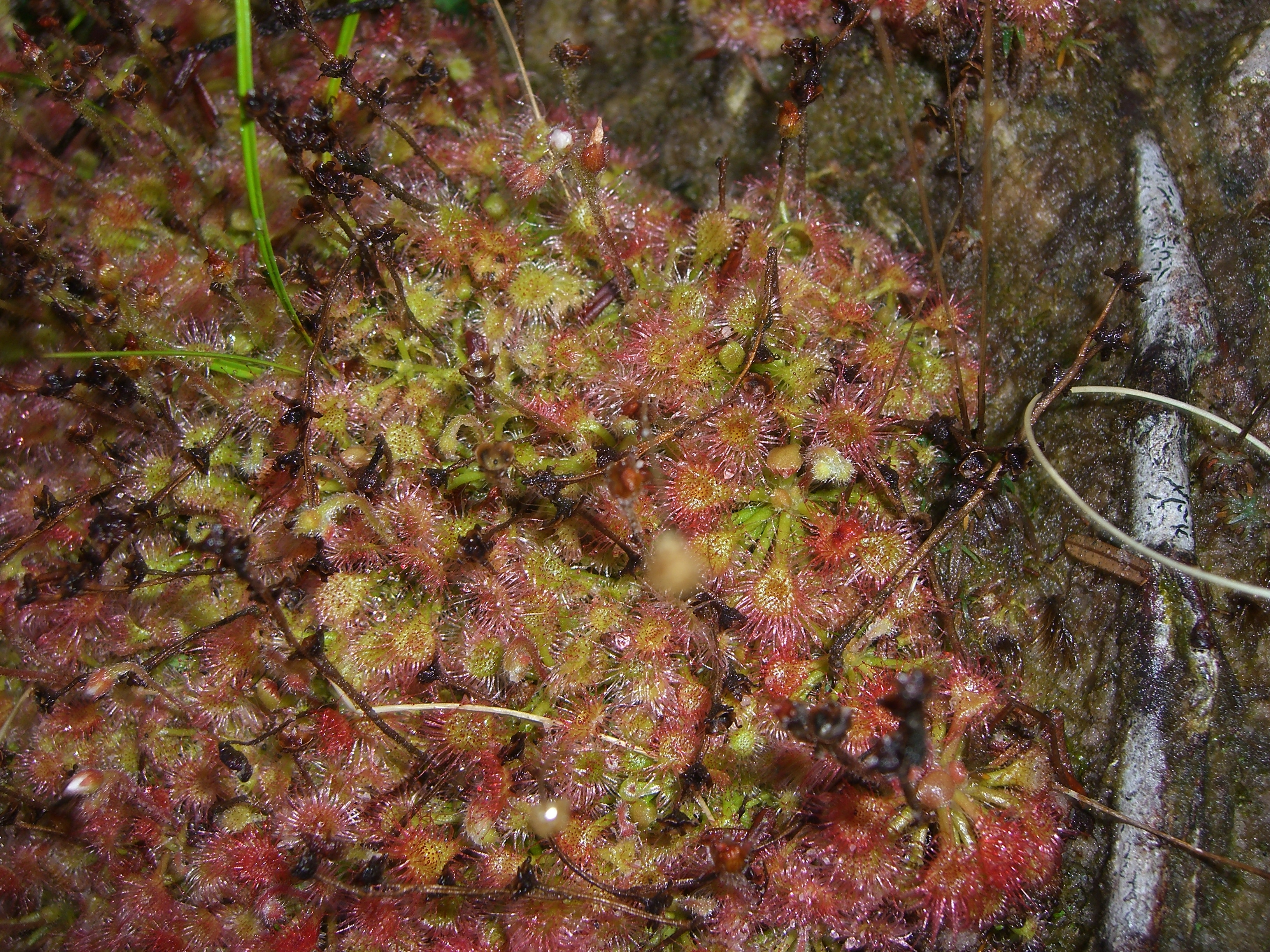